# Parada de Venta Lanuza (TRAM Alicante)
Venta Lanuza es una parada del TRAM Metropolitano de Alicante donde presta servicio la línea 1. Está situada en la zona norte del término municipal de Campello.
En 2007 la línea 3 del tram se prolongó desde El Campello hasta esta estación, dejando a Venta Lanuza como una estación de la línea 1 y terminal de la 3; no obstante, en 2012, la línea 3 dejó de tener este servicio hasta Venta Lanuza para llegar sólo hasta El Campello como antes, dejando a Venta Lanuza como una simple estación de la línea 1. Actualmente prestan servicio a esta estación las unidades FGV 4100 y las FGV 5000, aunque anteriormente también circularon las FGV 4200 desde 2007 hasta 2012.

## Localización y características
Se encuentra ubicada entre la carretera N-332 y la calle Calpe, desde donde se accede. Dispone de dos andenes y dos vías. Está junto a las urbanizaciones del norte del municipio y cercana al mar.

## Líneas y conexiones
| << Cabecera | < Estación   | Línea | Estación > | Cabecera >> |
| ----------- | ------------ | ----- | ---------- | ----------- |
| Luceros     | Cala Piteres |       | Paradís    | Benidorm    |

Enlace con la línea de bus urbano El Campello: Línea C2, Venta Lanuza-El Campello-Barrio Bonny.